# Netýkavka balzamína

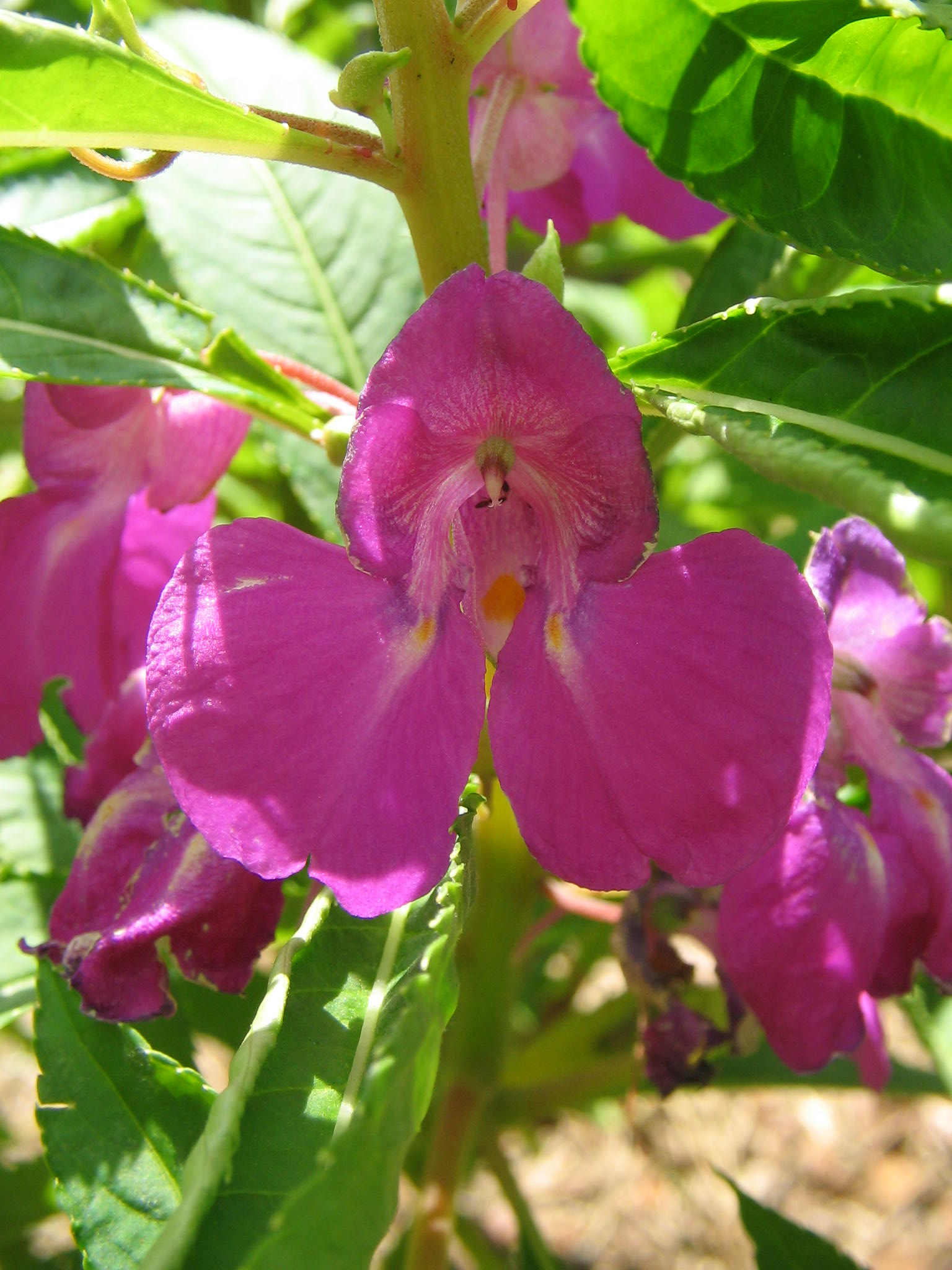
Květ netýkavky balzamíny

Netýkavka balzamína (Impatiens balsamina) je jeden ze známějších druhů širokého rodu netýkavka, který se dlouhodobě pěstuje jako okrasná rostlina, v Evropě již asi od 16. století. V České republice se vysazuje jako letnička do okrasných zahrad i do okenních truhlíků; dlouhodobě je známa pod lidovým jménem „balzamína“. Ve volné přírodě je považována za neofyt, který je přechodně zavlékaný nebo občas zplaňující.

## Výskyt
Pochází z oblasti rozkládající se od indického subkontinentu po jihovýchodní Asii a postupně byla jako nenáročná květina rozšířena na všechny trvale obydlené kontinenty. Snadno zplaňuje a na Novém Zélandu a tichomořských ostrovech je dokonce považována za invazní rostlinu, ze zahrad se tam dostala do volné přírody a za ideálních klimatických podmínek se na místech s narušovanou půdou velmi rychle šíří.

## Ekologie
V místech původu roste v propustné půdě na vlhkých místech v polostínu i na plném slunci, množství potřebné vláhy je úměrné slunečními záření. Je velmi citlivá na chlad, s příchodem prvých mrazíků rostlina ukončuje vegetaci. Kvete od června do října, ojediněle zplaňuje a dostává se do volné přírody, v evropských podmínkách se ale příliš nešíří; v zapojeném porostu mají semena nevelkou naději vyklíčit.

## Popis
Jednoletá bylina s 30 až 60 cm vysokou, přímou, jednoduchou nebo od spodu větvenou a v uzlinách ztlustlou lodyhou. Má relativně slabý kořenový systém a někdy vypouští adventní kořeny i z lodyžních uzlin. Silná, dužnatá lodyha je střídavě porostlá řapíkatými listy s čepelemi úzce eliptickými až kopinatými, které mohou být až 12 cm dlouhé a 3 cm široké. Čepele jsou u žláznatého řapíku klínovité, po obvodě hluboce pilovité a vrchol mají zašpičatěný.
Výrazně zbarvené květy, 3 až 5 cm velké, vyrůstají po jednom až třech z paždí listů, jejich 2 cm dlouhé stopky jsou s čárkovitými listeny. Oboupohlavné květy mají dva malé vejčité boční kališní lístky, třetí spodní lístek je nejdelší a zúžený do tenké zakřivené ostruhy. Koruna je tvořena pěti lístky, větší horní lístek je přilbovitě vyklenutý a má špičatý vrchol, čtyři postranní lístky jsou spolu dva a dva částečně srostlé. Lístky bývají červené, rumělkové, karmínové, růžové, bílé, fialové nebo namodralé. V květu je pět, do prstence srostlých tyčinek s prašníky, svrchní semeník vytvořený z pěti plodolistů má přisedlou bliznu. Prašníky dozrávají dříve než blizna, která může být opylena pouze pylem z jiného květu, přenos pylu zajišťuje hmyz.
Plodem je široce vřetenovitá, hustě plstnatá, explozivně pukající tobolka. Otevírá se pěti chlopněmi od stopky k vrcholu a vymršťuje semena. Tobolka takto ve zralosti reaguje i na pouhý dotek a rozptyluje do okolí množství matně černohnědých kulovitých semen.

## Rozmnožování
Rostlina se rozmnožuje výhradně semeny, která se v půli jara vysévají buď přímo na záhon, nebo se předpěstovává v pařeništích. Semenáčky se však do zahrad vysazují až v období, kdy pomine nebezpečí mrazíků.

## Význam
Netýkavka balzamína se hojně pěstuje jako balkónová, zahradní i parková květina, je také medonosná. Vysazují se v barevných směsích nebo v barevně odlišných kultivarech. Byly vyšlechtěny rostliny kvetoucí až do zámrazu i s dvoubarevnými nebo plnokvětými květy.

## Galerie

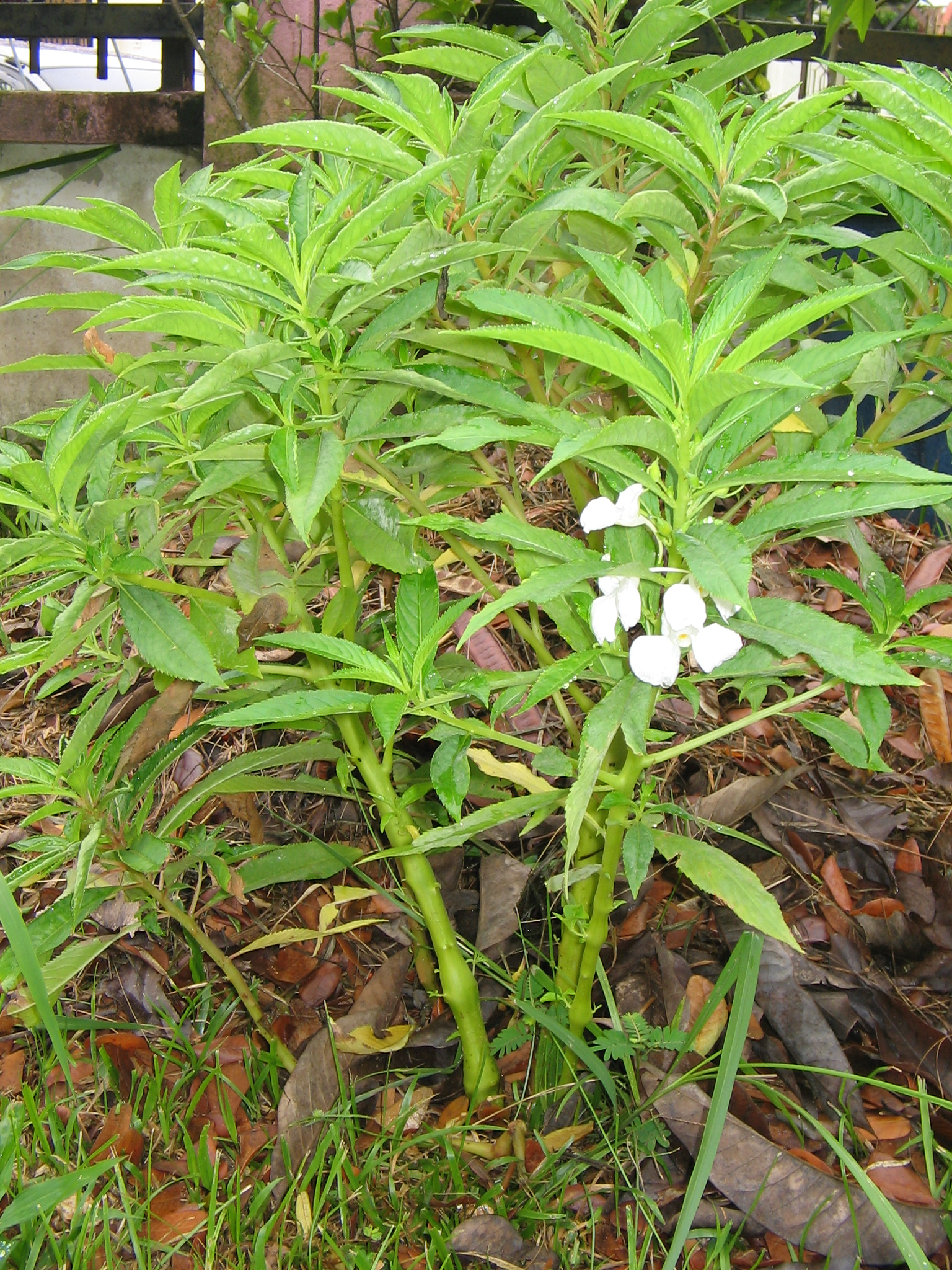
Mladé rostliny
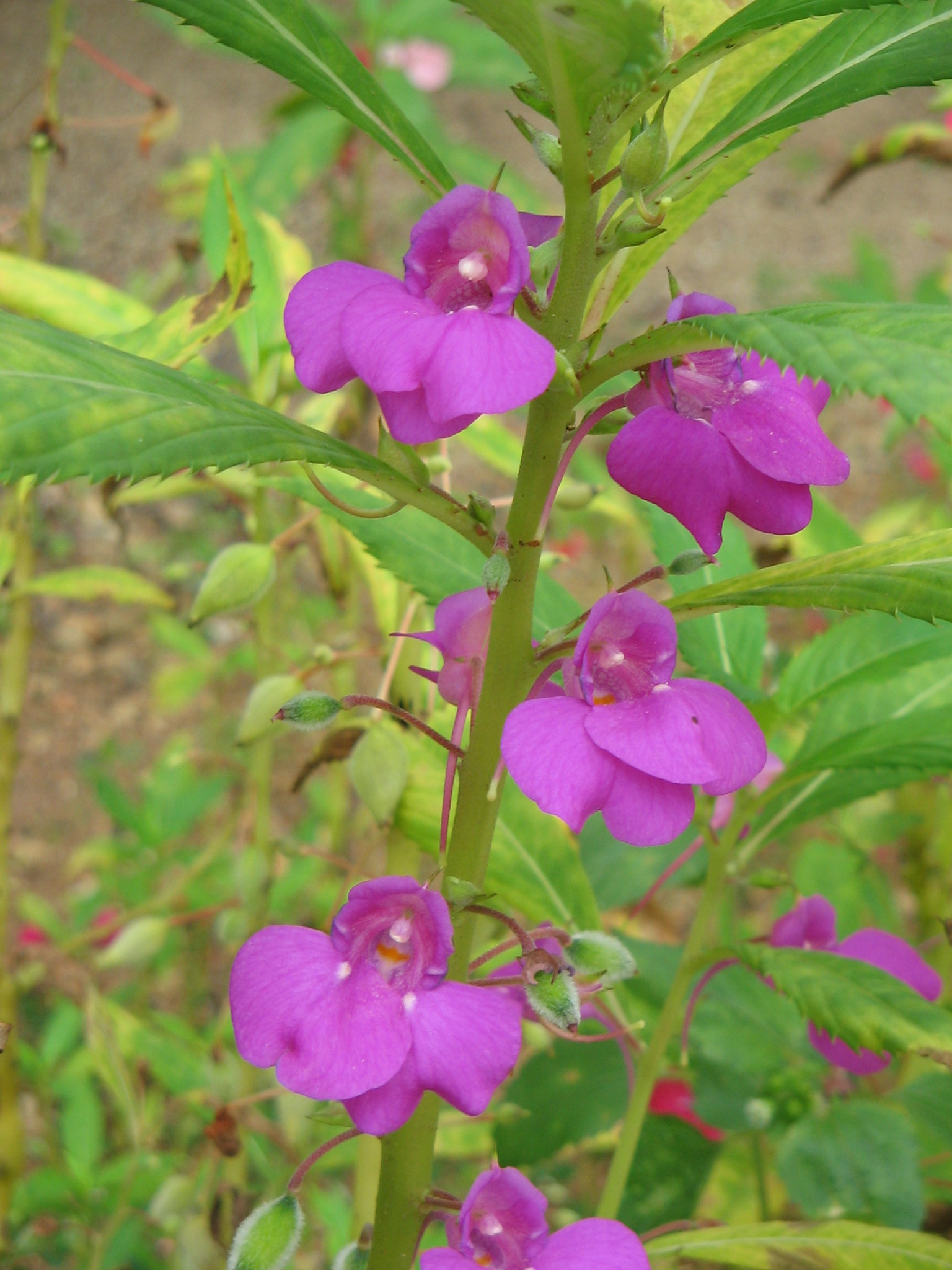
Květenství
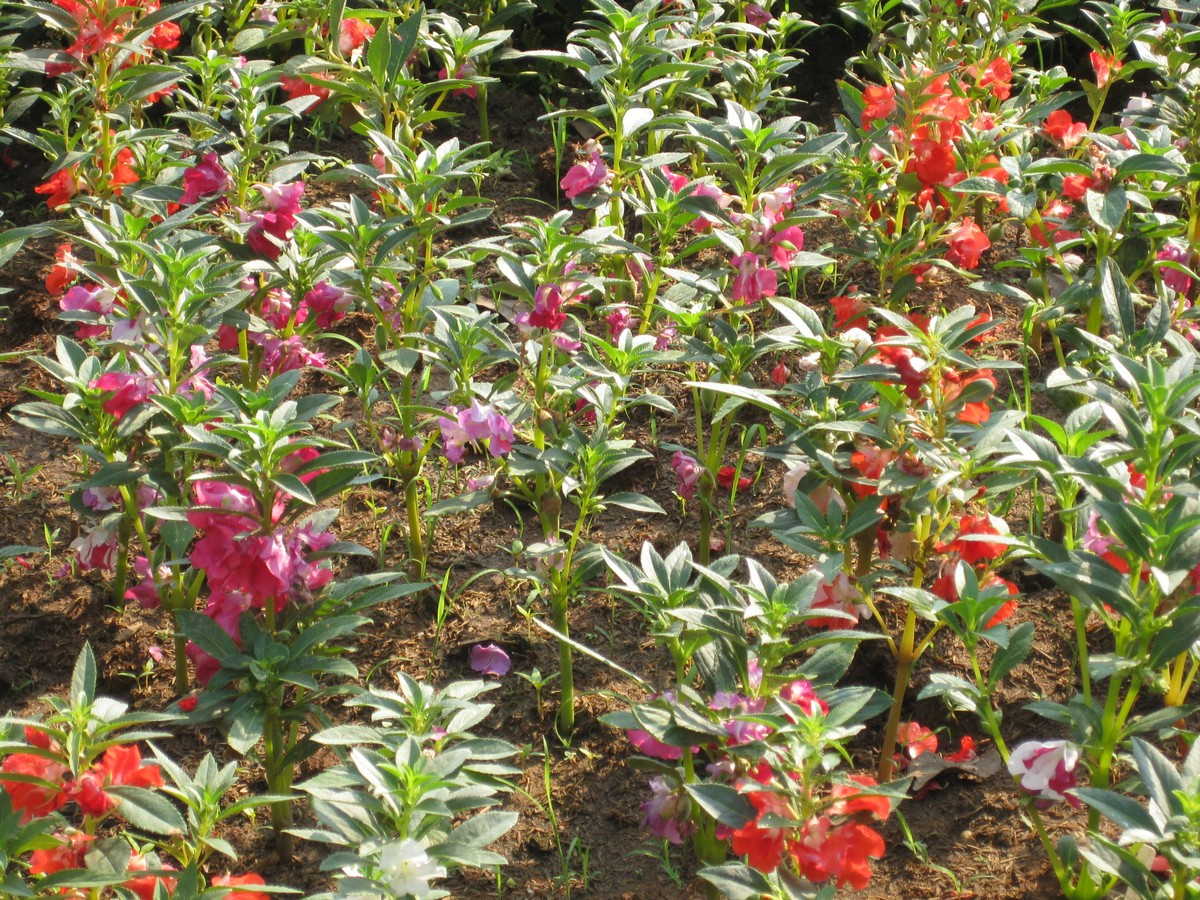
Kvetoucí záhon
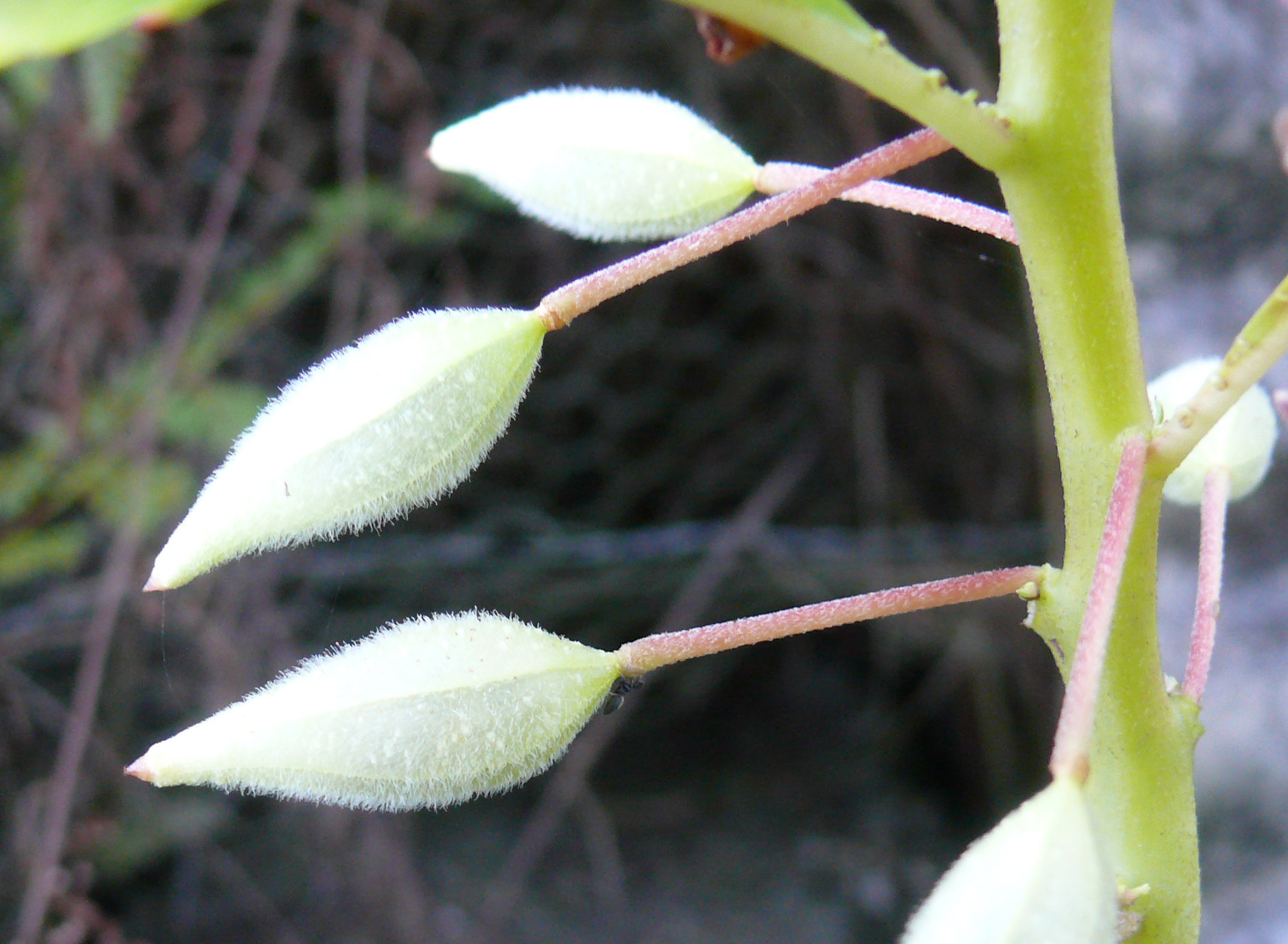
Nezralé tobolky